# Gimnastică la Jocurile Olimpice de vară din 2020 - Bară masculin
Proba masculină de gimnastică bară de la Jocurile Olimpice de vară din 2020 a avut loc în perioada 24 iulie-3 august 2021 la Ariake Gymnastics Centre.

## Program
Orele sunt ora Japoniei (UTC+9) 
| Data                    | Timp              | Etapă                                           |
| ----------------------- | ----------------- | ----------------------------------------------- |
| Sâmbătă, 24 iulie 2021  | 10:00 14:30 19:30 | Subdiviziunea 1 Subdiviziunea 2 Subdiviziunea 3 |
| Miercuri, 3 august 2021 | 18:39             | Finala                                          |

## Rezultate

### Calificări
| Loc | Gimnast               | Dificultate | Execuție | Penalizare | Total  | Rezultat |
| --- | --------------------- | ----------- | -------- | ---------- | ------ | -------- |
| 1   | Daiki Hashimoto (JPN) | 6,5         | 8,533    |            | 15,033 | C        |
| 2   | Milad Karimi (KAZ)    | 6,4         | 8,366    |            | 14,766 | C        |
| 3   | Tin Srbić (CRO)       | 6,2         | 8,433    |            | 14,633 | C        |
| 4   | Brody Malone (USA)    | 6,5         | 8,033    |            | 14,533 | C        |
| 5   | Nikita Nagornyy COR   | 6,0         | 8,466    |            | 14,466 | C        |
| 6   | Takeru Kitazono (JPN) | 5,9         | 8,533    |            | 14,433 | C        |
| 7   | Tyson Bull (AUS)      | 6,3         | 8,133    |            | 14,433 | C        |
| 8   | Bart Deurloo (NED)    | 6,5         | 7,900    |            | 14,400 | C        |
| 9   | Marios Georgiou (CYP) | 6,1         | 8,233    |            | 14,333 | R1       |
| 10  | Xiao Ruoteng (CHN)    | 6,0         | 8,266    |            | 14,266 | R2       |
| 11  | Lin Chaopan (CHN)     | 6,3         | 7,900    |            | 14,200 | R3       |

Rezerve
Rezervele pentru finala la bară:
1. Marios Georgiou (CYP)
2. Xiao Ruoteng (CHN)
3. Lin Chaopan (CHN)

### Finala
Sursa
| Loc | Gimnast               | Dificultate | Execuție | Penalizare | Total  |
| --- | --------------------- | ----------- | -------- | ---------- | ------ |
| 1   | Daiki Hashimoto (JPN) | 6,5         | 8,566    |            | 15,066 |
| 2   | Tin Srbić (CRO)       | 6,5         | 8,400    |            | 14,900 |
| 3   | Nikita Nagornyy COR   | 6,0         | 8,533    |            | 14,533 |
| 4   | Brody Malone (USA)    | 6,5         | 7,700    |            | 14.200 |
| 5   | Tyson Bull (AUS)      | 5,8         | 6,666    |            | 12,466 |
| 6   | Takeru Kitazono (JPN) | 6,1         | 6,233    |            | 12,333 |
| 7   | Bart Deurloo (NED)    | 5,6         | 6,666    |            | 12,266 |
| 8   | Milad Karimi (KAZ)    | 5,0         | 6,266    |            | 11,266 |